# خوش‌خوان بنفش‌گون
خوش‌خوان بنفش‌گون (نام علمی: Euphonia violacea) نام یک گونه از سرده سهره‌های خوش‌خوان است.